# Forest Hills (Queens)
Forest Hills is een wijk van Queens, een stadsdeel in het noordoostelijke stuk van de stad New York. Forest Hills is aan de oostelijke en zuidelijke zijde begrensd door brede, groene natuurstroken. Het ligt in de buurt van de twee New Yorkse luchthavens, JFK International en LaGuardia.

## Geschiedenis
Forest Hills is gesticht in 1906. Voordien stond dit gebied bekend als Whitepot. Het oorspronkelijke bouwplan voorzag in goede woningen voor de lagere inkomensklassen. Architect Grosvenor Atterbury kreeg de ontwerpopdracht voor Forest Hills Gardens. De wijk werd gemodelleerd naar de vorm van tuinsteden in Engeland. Dientengevolge staan er veel huizen in Tudorstijl. Momenteel worden deze bewoond door het meer welvarende segment van de sociale middenklasse.

## Parken
Forest Hills wordt begrensd door twee relatief grote parken, het Flushing Meadows Corona Park en het Forest Park. Binnen in de wijk zijn verscheidene kleinere parken en speelvelden.

## Onderwijs
Naast een reeks basisscholen kent de wijk twee junior high schools ("Stephen A. Halsey" en "Russell Sage"), de Forest Hills High School (gesticht in 1937) en het Bramson ORT College (sinds 1977). Er zijn twee openbare bibliotheken: Forest Hills Library en North Forest Park Library.

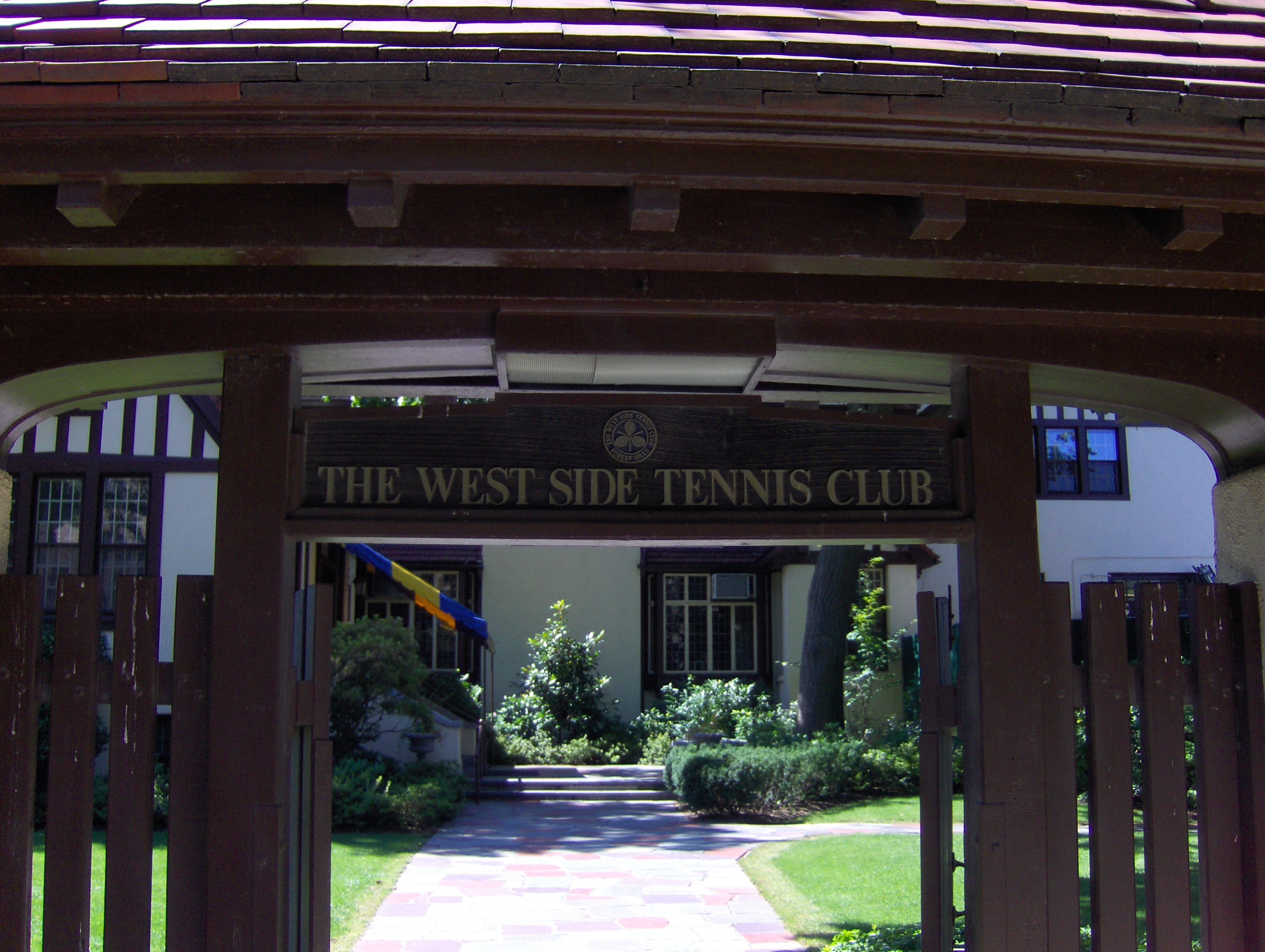
West Side Tennis Club in Forest Hills

## Sport
De wijk heeft internationale bekendheid doordat in de jaren 1915–1977 in de West Side Tennis Club jaarlijks de United States Open Tennis Championships werden gehouden. Sinds 1978 wordt het toernooi georganiseerd in het USTA Billie Jean King National Tennis Center in voornoemd Flushing Meadows Corona Park, aan de rand van Forest Hills.

## Openbaar vervoer
Forest Hills is bereikbaar per trein (Long Island Rail Road), ondergrondse (IND Queens Boulevard Line) en een aantal buslijnen.

## Bekende bewoners
De volgende personen wonen of woonden in Forest Hills:
- Anne Sullivan (1866-1936), docente van Helen Keller
- Wilhelm Reich (1897–1957), psychiater, seksuoloog, psychoanalyticus, bioloog en natuurkundige
- Carroll O'Connor (1924–2001), beter bekend als Archie Bunker in All in the Family
- Michael Landon (1936–1991), beter bekend als Little Joe Cartwright in Bonanza
- Art Garfunkel (1941) en Paul Simon (1941), tezamen het duo Simon & Garfunkel
- Sergej Dovlatov (1941–1990), schrijver
- Candy Darling (1944-1974), actrice en transseksueel
- de Ramones (allen omstreeks 1950), een punk-rock-groep
- David Caruso (1956), acteur
- Susan Polgar (1969), schaakgrootmeester

- Library of Congress Control Number: no95038014
- MusicBrainz: 5d6c35a8-192b-4842-98fc-74ab72890759
- Virtual International Authority File: 158571309

Astoria · Elmhurst · Flushing · Forest Hills · Howard Beach · Jackson Heights · Jamaica · Long Island City (Dutch Kills) · Rockaway